# Paul Ahmarani
 (juin 2017).
Si vous disposez d'ouvrages ou d'articles de référence ou si vous connaissez des sites web de qualité traitant du thème abordé ici, merci de compléter l'article en donnant les références utiles à sa vérifiabilité et en les liant à la section « Notes et références ».
Paul Ahmarani, né en 1972 est un acteur québécois.
Né d’un père égyptien et d’une mère québécoise, Paul Ahmarani a fait son DEC au Collège Jean-de-Brébeuf en 1989. Depuis sa sortie du Conservatoire d’art dramatique de Montréal en 1993, il a participé à plusieurs projets, se partageant entre différents domaines artistiques.
Le 25 février 2010, Paul Ahmarani a signé, avec 500 artistes, l'appel pour appuyer la campagne internationale de boycottage, de désinvestissement et de sanctions contre l'apartheid israélien.

## Carrière

### Théâtre
Pendant quatre ans, il est maître de cérémonie pour le spectacle Mystère du Cirque du Soleil, présenté à Las Vegas. Par la suite, le public montréalais peut le voir se produire sur les planches du Quat’Sous dans Le Génie du crime et dans Le mouton et la baleine. Il joue dans la pièce Farce, produite par la compagnie de mimes Omnibus. Au Théâtre du Rideau Vert, il est de la distribution de La trappe et de Au cœur de la rose. Il  interprète Caliban et Ariel dans La Tempête au Théâtre du Nouveau Monde. À l’été 2004, il prend part au méga-spectacle du Festival international de jazz de Montréal et du Cirque du Soleil, en tant que narrateur.
En 2011, il joue le rôle de l'ami dans la pièce La Noce de Bertolt Brecht, représentée au théâtre Prospero.

### Télévision
Il participe à la série télévisée Dans une galaxie près de chez vous (Falbo), puis obtient des rôles dans les téléséries Tag (Whipper), Quadra (Roch), Fortier IV (Raoul-Jacinthe), Bunker, le cirque (Luc Dionne), La Job (Stéphane Bisaillon, alias Garret) et Kaboum alias vorax  . Il fait également quelques apparitions dans l’émission La Galère en tant que (Gourou) . Il fait aussi partie des acteurs qui composent la distribution du film de suspense d'espionnage "Classé secret", aux côtés de Mélissa Désormeaux-Poulin et Patrick Labbé.

### Cinéma
En 1998, il fait ses débuts au cinéma dans Rats and Rabbits de Lewis Furey. En 2000, il tient le rôle principal du film La Moitié gauche du frigo de Philippe Falardeau, rôle qui le révèle au public. Cette interprétation lui vaut  le prix Jutra du meilleur acteur l’année suivante. Il est de la distribution du film Au fil de l’eau (2002), adapté de la pièce Au bout du fil d’Evelyne de la Chenelière. En 2003, il obtient une nomination aux Jutra, ainsi qu’un prix au festival du film international de Baie-Comeau, pour son interprétation dans Le Marais de Kim Nguyen. On peut également le voir dans deux films de Sébastien Rose : Comment ma mère accoucha de moi durant sa ménopause (2003) et La vie avec mon père (2005). En 2006, il joue dans Congorama de Philippe Falardeau, pour lequel il remporte en 2007 le prix Jutra du meilleur acteur. Il prête également ses traits au personnage d’Arthur dans les deux tomes du photo-roman revisité Mars et Avril, parus aux Éditions de la Pastèque en 2006. Il tient ce rôle dans l’adaptation cinématographique du même titre, sorti à l’automne 2012,.

### Musique
Il interprète quelques chansons dans La Moitié gauche du Frigo.
En 2003, il joue dans le vidéoclip "Désolé pour hier soir" du célèbre groupe français Tryo.
À l'automne 2005, il fait paraître un premier album, intitulé Portrait vivant, sous le nom de « Paul Ahmarani et les Nouveaux Mariés ».
Il joue également en 2014 dans le vidéoclip de la chanson d'Alexandre Désilets "Crime parfait", avec Sophie L'Homme, Constance Massicotte, Mathieu Leclerc et Alexandre Désilets.

## Filmographie

### Cinéma
- 1999 : Le Dernier Souffle : Max
- 2000 : Un crabe dans la tête : Bruno
- 2000 : Rats and Rabbits : Petru
- 2000 : La Moitié gauche du frigo : Christophe
- 2000 : The List : Vinnie Gomez
- 2002 : Le Marais : Ulysse
- 2002 : Le Grand Rebranchement : Étienne
- 2002 : Au fil de l'eau : Michel
- 2003 : Le Retour de Vincent : Éric
- 2003 : Comment ma mère accoucha de moi durant sa ménopause : Jean-Charles
- 2005 : La Vie avec mon père : Paul Agira
- 2006 : Embrasse-moi : Greg
- 2006 : Congorama : Louis Legros
- 2006 : Marie-Antoinette : Léonard
- 2007 : Qui : Adam
- 2007 : Un capitalisme sentimental : Max Bauer
- 2007 : Truffe : Jean (participation spéciale)
- 2008 : Le Mur d'Adam : Najeeb Gibran
- 2012 : Mars et Avril : Arthur
- 2015 : Guibord s'en va-t-en guerre : professeur Amin
- 2016 : La Cour des Mirages (short)
- 2016 : Le Cyclotron : König
- 2017 : Yolanda de Jeannine Gagné : Tom
- 2018 : Chien de garde : Danny
- 2022 : Arlette de Mariloup Wolfe : attaché de presse d'Arlette
- 2024 : Hôtel Silence de Léa Pool : M. Dubé, le voisin de Jean
- 2024 : Comme le feu de Philippe Lesage : Albert

### Télévision
- 1999 : Dans une galaxie près de chez vous : Falbo Gotta
- 2000 : Tag : Wiper
- 2000 : Quadra : Roch
- 2002 : Bunker, le cirque : Patrick Sénécal
- 2006 : La Job : Sam Bisaillon
- 2010 : Il était une fois dans le trouble (un épisode) : Léande
- 2010 : Une grenade avec ça? (un épisode) : Bobby le clown
- 2010 : Kaboum : Vorax
- 2013 : 30 vies : Me Philippe Desforges
- 2013 : La Galère : le Gourou
- 2014 : Agent Secret : Split
- 2014 : L'Appart du 5e : Schmitt
- 2015-2016 : Unité 9 : François Beaudry
- 2018 : Les Simone : Fabien
- 2018 : Dominos : Mario
- 2019 : Appelle-moi si tu meurs : André L'Espérance

## Théâtre
- 1999 : Le Génie du crime : Stevie
- 2000 : Farce : Xanthius
- 2001 : Le Mouton et la Baleine : le survivant
- 2002 : Silence II : le réalisateur
- 2002 : La Trappe : Christopher Wren
- 2002 : Au cœur de la rose : « le boiteux »
- 2005 : La Tempête :'Caliban et Ariel
- 2007 : Les Mondes possibles : Pendfield et autres rôles
- 2008 : Blasté : le soldat
- 2009 : Cœur de chien : le chien bouboule
- 2009 : Woyzeck
- 2011 : La Noce
- 2012 : La Danse de mort : Kurt
- 2016 : Le Joueur : Alexeï Ivanovitch

## Distinctions

### Récompenses
- 2001 : Prix Jutra du meilleur acteur : La Moitié gauche du frigo
- 2007 : Prix Jutra du meilleur acteur : Congorama
- 2003 : Prix Festival du film international de Baie-Comeau meilleure interprétation masculine : Le Marais

### Nominations
- 2003 : Nomination pour le Prix Jutra du meilleur acteur : Le Marais